# Musée de Die
Le Musée de Die et du Diois est un musée archéologique consacré à la ville de Die, ancienne cité romaine d’Augusta Dea Vocontiorum.

## Histoire
Le musée a été créé en 1905 par le maire de l'époque, Joseph Reynaud, pour recevoir des collections archéologiques provenant des fouilles d'Albert Gayet sur la nécropole copte d'Antinoë, en Égypte. Ces collections avaient été exposées à Paris, au Petit Palais, et ont été distribuées dans les musées régionaux, ainsi qu'à Die.
Très vite, des vestiges romains et médiévaux de l'antique cité de Die (Colonia Dea Augusta Vocontiorum) devenue siège d'un évêché vont venir compléter les collections du musée naissant. Un trésor monétaire datant des guerres de religion y fait bientôt son entrée (découvert en 1883, il était en présentation à l'école communale). Dès 1924, Joseph Reynaud songe à léguer à la ville son hôtel particulier, situé dans le centre, pour installer ces objets de plus en plus imposants. Ce sera chose faite en 1941, et le nouveau musée est inauguré en 1949, profitant du sixième centenaire du rattachement du Dauphiné à la couronne de France (1349). Un conservateur est nommé : Maurice Arnaud.
En 1967, la ville opère une importante acquisition pour son musée : une collection archéologique patiemment rassemblée localement entre 1820 et 1930 par le docteur Jean-Denis Long et ses successeurs va doubler le volume des objets présentés au musée, qui s'agrandit à nouveau sous la direction de son conservateur, Henri Desaye, connu pour ses talents d'épigraphiste. Celui-ci va arpenter le Diois, infatigable, pour étudier (et si possible, faire entrer au musée) les vestiges archéologiques permettant de retracer l'histoire de Die, de Luc-en-Diois (l'autre capitale romaine des Voconces) et de l'ensemble de ce territoire alpin de la Drôme.
En 1992, une découverte fortuite oblige à augmenter encore les présentations du musée : il s'agit d'un menhir néolithique exceptionnel tant par sa taille (4 m) que par les gravures qu'il porte, le mettant en relation avec les grands menhirs de Bretagne ou d'Île-de-France. d'une part, et avec les statues-menhirs d'Occitanie d'autre part. Avec cette statue-menhir, la préhistoire fait en 1996 une entrée remarquée au musée, qui sera enracinée et concrétisée en 2004 avec une exposition temporaire fort prisée et appréciée de ses nombreux visiteurs.
L'histoire de ce musée a été racontée dans le cadre d'une exposition temporaire pour fêter le 100e anniversaire de sa création (1905-2005). Étaient également exposées des collections plus surprenantes, issues des dons et dépôts qui ont marqué le siècle d'existence du musée. Cette exposition Collections insolites a été suivie par bien d'autres (par exemple La Grande Guerre et ses conséquences dans le Diois en 2009 ou Gallo-Grecs ? en 2011) et le musée présente ses collections permanentes d'avril à octobre.
On projette de déplacer le musée dans l’ancien palais épiscopal de la ville, où se trouve la mosaïque des quatre fleuves, ce qui agrandirait considérablement sa superficie et ajouterait de nombreux objets aux collections actuelles.

Quelques salles du musée
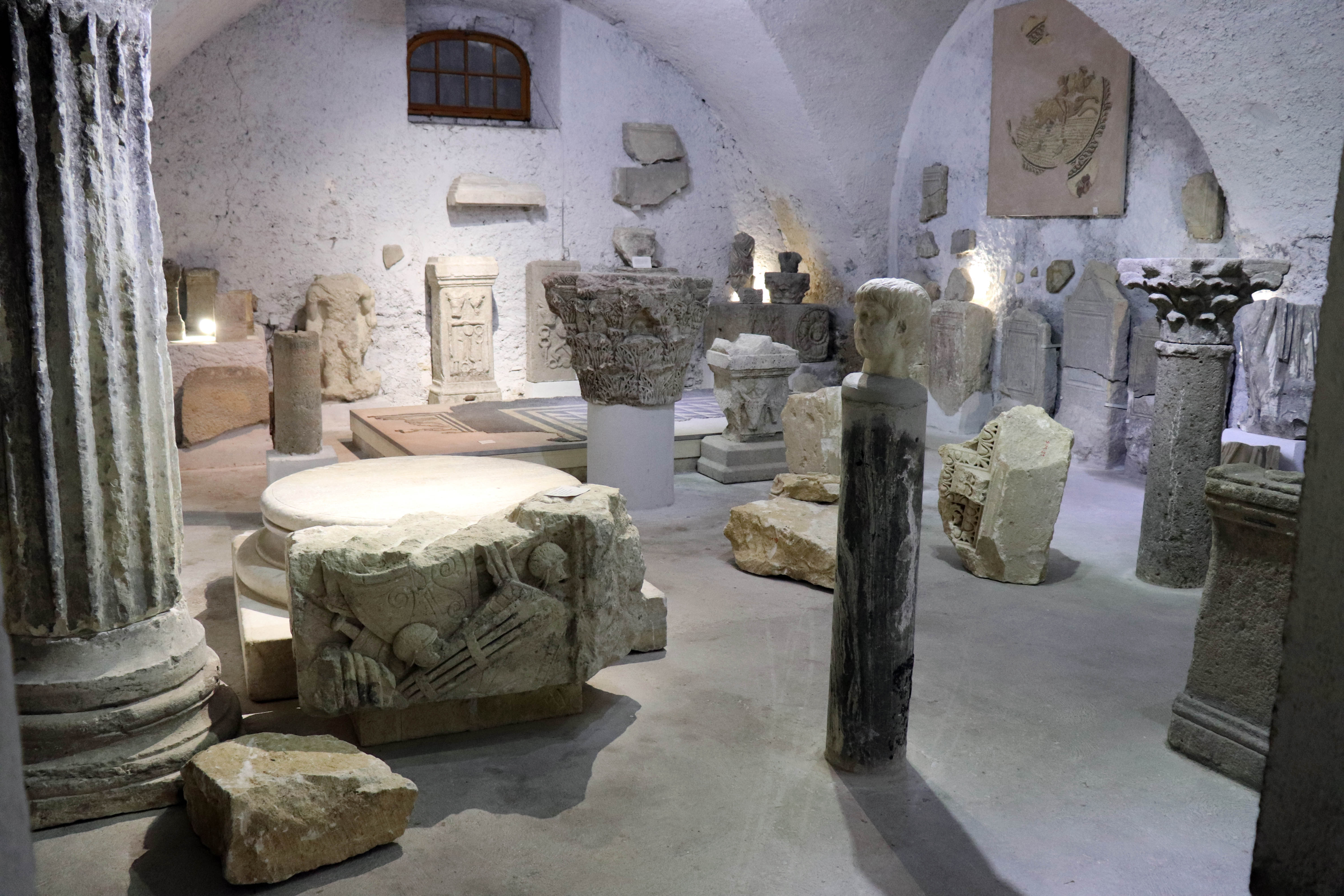
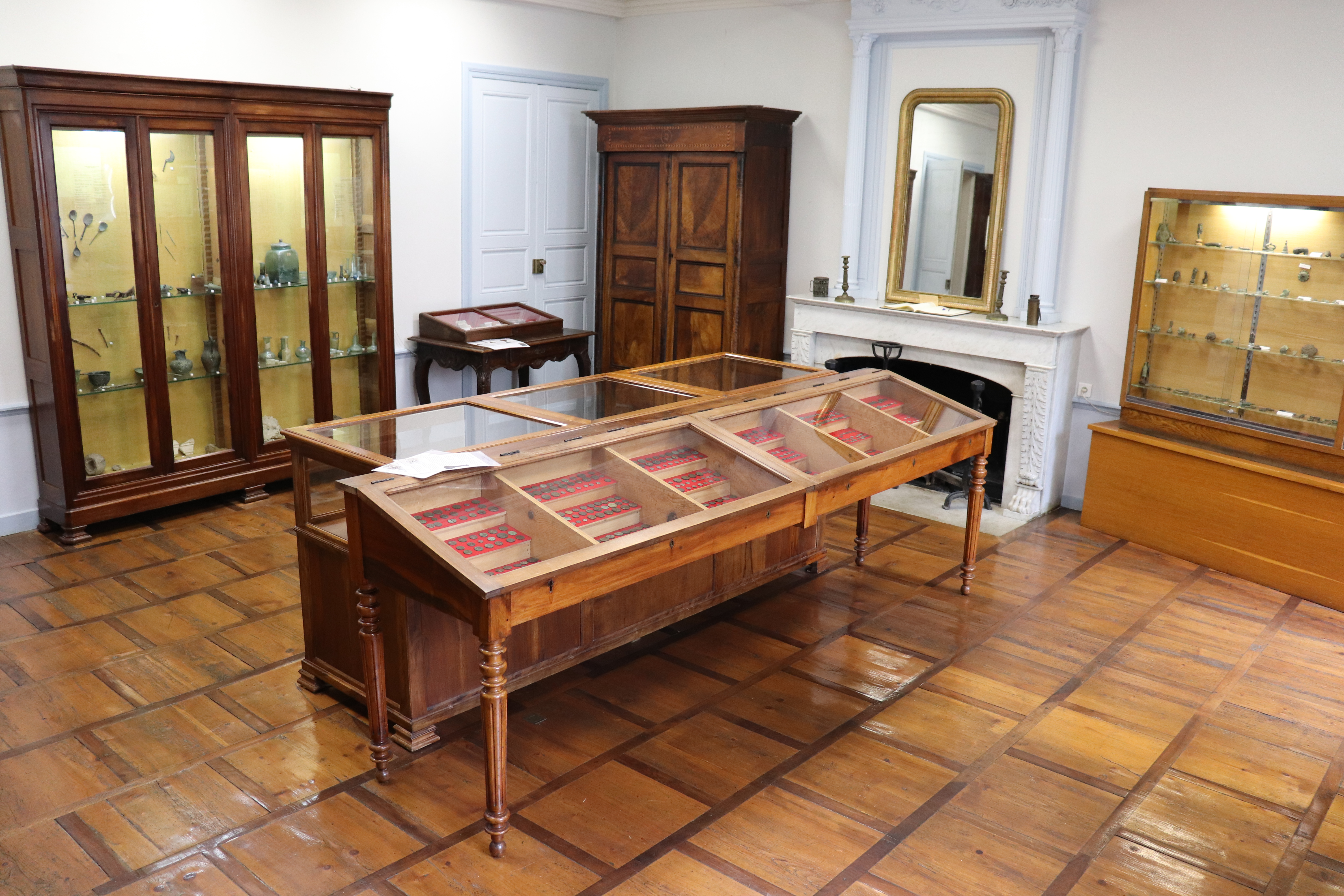
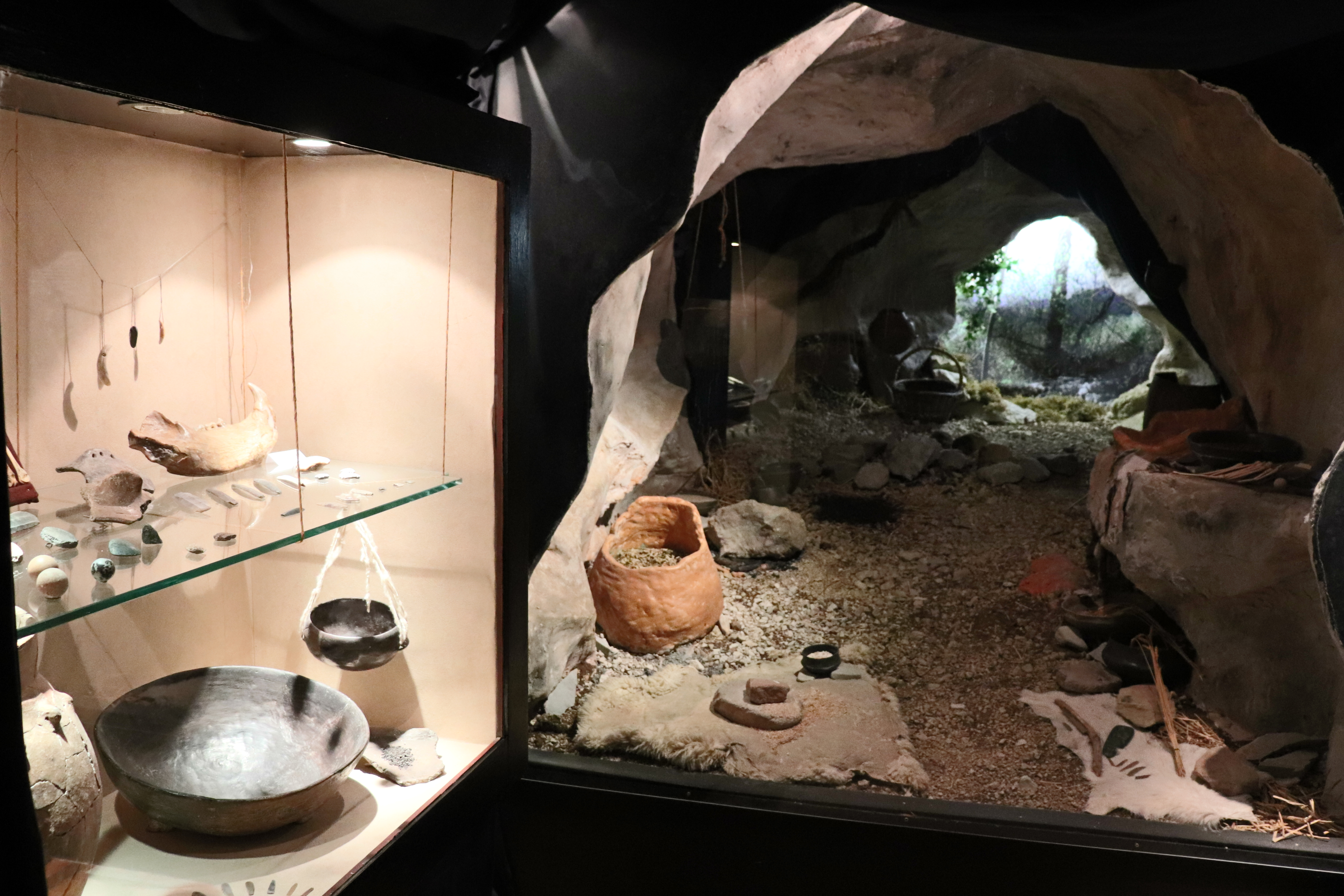
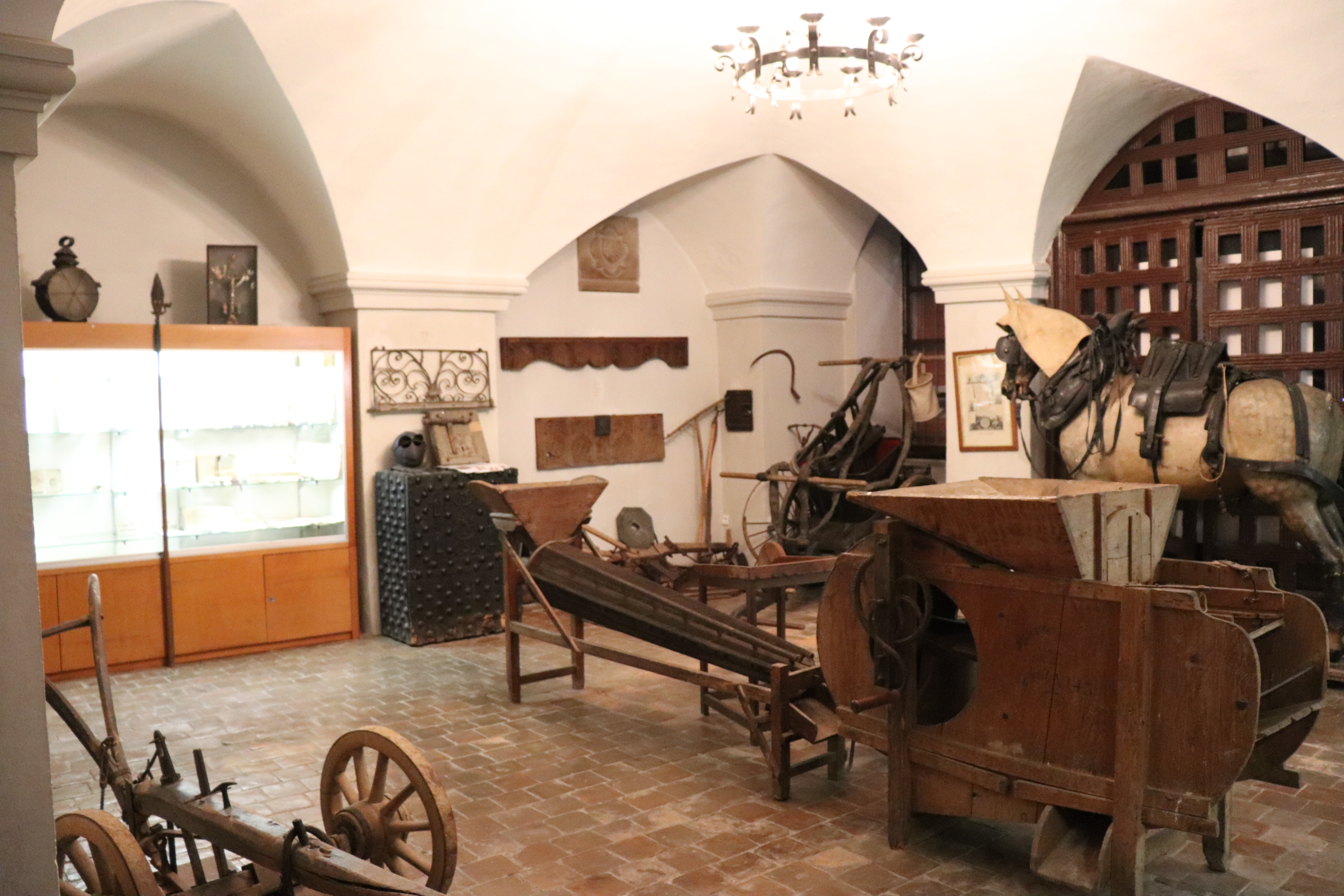